# منتور گرافیکس
منتور گرافیکس (انگلیسی: Mentor Graphics) شرکت الکترونیک آمریکایی است، که در سال ۱۹۸۱ تأسیس شد و هم‌اکنون زیرمجموعه‌ای از شرکت زیمنس می‌باشد.